# فيليبي
فيليبي (بالبرتغالية: Luiz Felipe Ventura dos Santos‏) هو لاعب كرة قدم برازيلي، ولد في 22 فبراير 1984 في ريو دي جانيرو في البرازيل. شارك مع منتخب البرازيل تحت 15 سنة لكرة القدم ومنتخب البرازيل تحت 17 سنة لكرة القدم. أما مع النوادي، فقد لعب مع أتلتيكو براغانتينو وجمعية بورتوغيزا الرياضية وسبورتينغ براغا ونادي ساو كايتانو ونادي فلامنغو ونادي فيتوريا ونادي فيغورينسي ونادي كورينثيانز.

## وصلات خارجية
- فيليبي على موقع قاعدة بيانات كرة القدم.إي يو (الإنجليزية)
- فيليبي على موقع Soccerway.com (الإنجليزية)